# Campionati mondiali giovanili di nuoto artistico 2023
I XVIII Campionati mondiali giovanili di nuoto artistico si sono svolti ad Atene, in Grecia, dal 30 agosto al 3 settembre 2023.

## Medagliere
| Posiz. | Nazione     | Oro | Argento | Bronzo | Totale |
| ------ | ----------- | --- | ------- | ------ | ------ |
| 1      | Giappone    | 2   | 1       | 1      | 4      |
| 2      | Stati Uniti | 1   | 1       | 4      | 6      |
| 3      | Cina        | 1   | 1       | 1      | 3      |
| 4      | Francia     | 1   | 1       | 0      | 2      |
| 5      | Grecia      | 1   | 1       | 0      | 2      |
| 6      | Italia      | 1   | 0       | 0      | 1      |
| 7      | Spagna      | 0   | 2       | 1      | 3      |
| Totale | Totale      | 7   | 7       | 7      | 21     |

## Risultati

### Femminile
| Evento         | Oro                                         | Argento                            | Bronzo                                |
| Singolo libero | Romane Temessek                             | Kanako Field                       | Nao Shirahase                         |
| Duo libero     | Grecia Estrella Karamanidou Vasiliki Thanou | Giappone Manami Dodo Nao Shirahase | Stati Uniti Ghizal Akbar Kanako Field |

### Maschile
| Evento         | Oro            | Argento        | Bronzo       |
| Singolo libero | Filippo Pelati | Yang Shuncheng | Micheal Chan |

### Misto
| Evento                          | Oro | Argento | Bronzo |
| Singolo figure                  | Kanako Field | Romane Temessek | Yang Shuncheng |
| Duo libero                      | Cina Ji Heyue Yang Shuncheng | Spagna Helena López Castrillo Eneko Sanchez Aguilar | Stati Uniti Michael Chan Abigail Gallon |
| Gara a squadre libero           | Giappone Manami Dodo Kikuno Ishimi Shiori Mayumi Risako Mitsuhashi Yukina Mori Nanami Sakamoto Nao Shirahase Konatsu Takeoka                              | Spagna Naia Álvarez Ariadna Benito Paula Marcipar Idelsohn Carla Roiz Alba Rosal Iglesias Judith Simó Kuliberda Daniela Suárez Fernández Daniela Velázquez                 | Stati Uniti Ghizal Akbar Samantha Chu Kanako Field Hannah Ryou Mona Schwickert Sophia Shen Sophia Tsives Olivia Zhu                                                                                  |
| Gara a squadre libero combinato | Giappone Manami Dodo Kikuno Ishimi Aya Kuwabara Shiori Mayumi Sachiho Otogawa Risako Mitsuhashi Yukina Mori Nanami Sakamoto Nao Shirahase Konatsu Takeoka | Grecia Antonia Bokou Nikoleta Kaltsogianni Estrella Karamanidou Ismini Maria Karavasili Argyrina Kontou Ilektra Rapti Vasiliki Thanou Danai Tsaprali Georgia Myrto Zangana | Spagna Naia Álvarez Ariadna Benito Paula Marcipar Idelsohn Helena López Castrillo Raquel Gimeno Olmo Carla Roiz Alba Rosal Iglesias Judith Simó Kuliberda Daniela Suárez Fernández Daniela Velázquez |